# دینا روراباکر

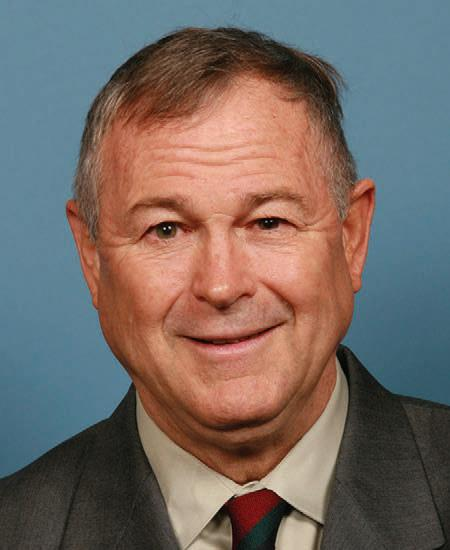
نماینده جمهوری‌خواه مجلس نمایندگان ایالات متحده آمریکا از کالیفورنیا، دینا روراباکر

دِیْنا تایرن روراباکر (به انگلیسی: Dana Tyrone Rohrabacher)) ‎/ˈrɔːrəˌbɑːkər/‎) (زاده ۲۱ ژوئن ۱۹۴۷) نماینده سابق مجلس نمایندگان ایالات متحده آمریکا از حوزه انتخابیه چهل‌وهشتم کالیفرنیا است. او عضو حزب جمهوری‌خواه است. روراباکر از سال ۱۹۸۱ تا ۱۹۸۸ سخنرانی‌نویس و دستیار ویژه رئیس‌جمهور رونالد ریگان بوده‌است.
حوزه او بخش‌هایی از شهرستان‌های اورنج و لس آنجلس از جمله سیل بیچ، سانست بیچ، هانتینگتون بیچ میدوی سیتی، بخش‌هایی از وست مینستر، فانتین ولی، بخش‌هایی از سانتا آنا،، کوستا مسا، نیوپورت بیچ، آلیسو ویجو، لاگونا بیچ، و لاگونا نیگوئل، را پوشش می‌دهد.
او در انتخابات ۲۰۱۸ کنگره رقابت را به هارلی رودا واگذار کرد.

## اوایل زندگی، تحصیلات و اوایل حرفه سیاسی
روراباکر که از تبار آلمانی و انگلیسی است، در ۲۱ ژوئن ۱۹۴۷ در کورونادو، کالیفرنیا زاده شد. روراباکر پیشینه‌ای طولانی در شهرستان اورنج، کالیفرنیا دارد. او مدرسه ابتدایی را در آنجا گذراند و حین سال‌های کالج در سانست بیچ زندگی می‌کرد.

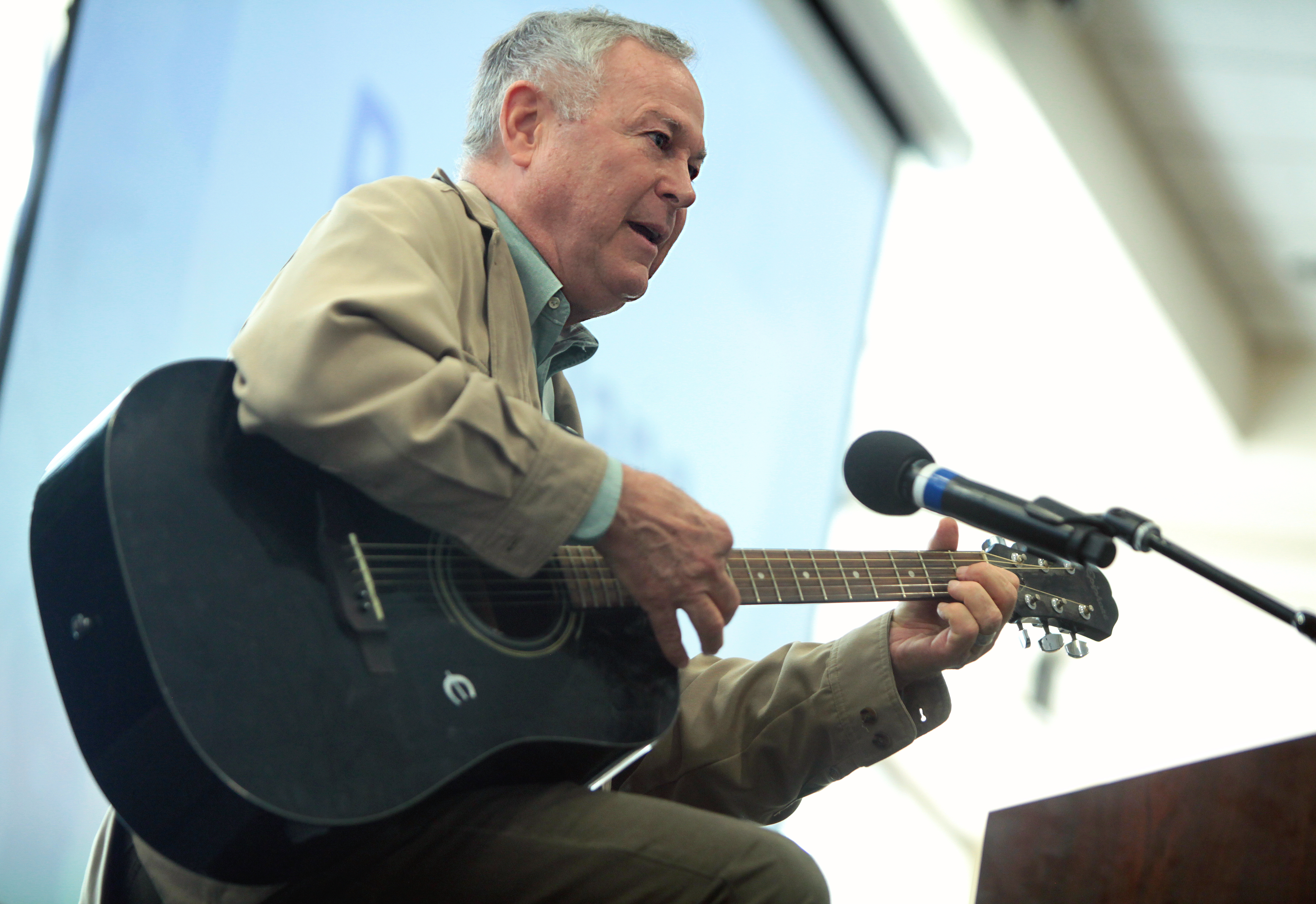
روراباکر در حال سخنرانی در کنفرانس امریکاییان جوان برای آزادی

روراباکر از دبیرستان پالوس وردس در پالوس وردس استیتس، کالیفرنیا فارغ‌التحصیل شد، و لیسانس تاریخ را از دانشگاه ایالتی کالیفرنیا، لانگ بیچ در ۱۹۶۹ دریافت کرد. او فوق لیسانس مطالعات آمریکا را از دانشگاه کالیفرنیای جنوبی دریافت کرد.

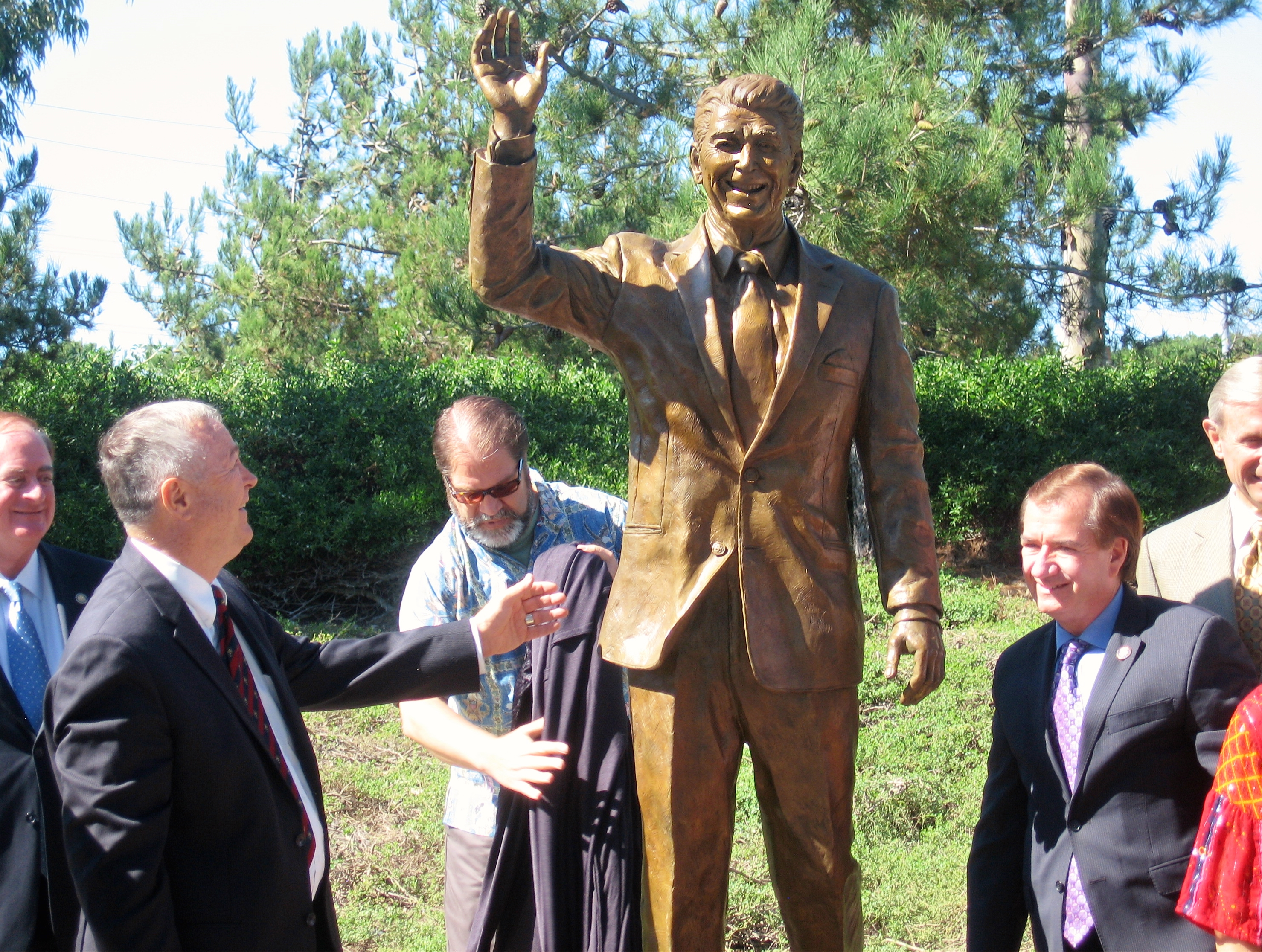
روراباکر و اد ریک در کنار مجسمهٔ رونالد ریگان در نیوپورت بیچ، کالیفرنیا در ۲۰۱۱

او حین تحصیلات تکمیلی در اوایل دهه ۱۹۷۰ به عنوان خواننده فولک فعالیت می‌کرد. در این دوران او یک آنارشیست بازار آزادگرا و لیبرترین شناخته می‌شد.
روراباکر در کمپین‌های ریاست جمهوری ۱۹۷۶ و ۱۹۸۰ رونالد ریگان به عنوان دستیار دبیر مطبوعاتی فعالیت کرد. از ۱۹۸۱ تا ۱۹۸۸، او از سخنرانی نویسان ارشد رئیس‌جمهور ریگان بود. حین حضور در کاخ سفید، روراباکر نقشی کلیدی در شکل‌دادن به دکترین ریگان داشت.

## مجلس نمایندگان آمریکا
روراباکر که از سخنرانی نویسان ارشد رئیس‌جمهور رونالد ریگان بود، در سال ۱۹۸۸ از دولت خارج شد تا نمایندهٔ مجلس شود. او با کمک دوستش الیور نورث کمک‌های مالی جمع‌آوری کرد و با ۶۴٪ آرا به نمایندگی برگزیده شد. او از اعضای ارشد کمیته روابط خارجی مجلس نمایندگان و رئیس سوکمیته نظارت و تحقیقات کمیته روابط خارجی است.

## مواضع سیاسی
او در ۲۰۱۱ به لایحه اختیارات دفاع ملی برای سال مالی ۲۰۱۲ که بخشی جنجالی از آن به دولت و نظامیان اجازه می‌دهد شهروندان آمریکا و دیگران را به‌طور نامحدود بازداشت کنند رأی منفی داد.

### ایران
روراباکر در تاریخ ۲۶ ژولای ۲۰۱۲ نامه‌ای به هیلاری کلینتون وزیر خارجه آمریکا نوشت و از او درخواست کرد نسبت به تجزیه کشور ایران، و الحاق استان‌های استان آذربایجان غربی و آذربایجان شرقی به کشور جمهوری آذربایجان، اقدام کند. وی همچنین در این نامه نوشت که، عاقلانه‌است که دولت ایالات متحده آمریکا دو کشور جمهوری آذربایجان و اسرائیل را به گسترش همکاری‌های نظامی تشویق کند. بعد از گذشت یک ماه از ارسال این نامه، سخنگوی وزارت خارجه آمریکا، در خصوص این نامه به صورت مختصر با خبرنگاران گفتگو کرد. ویکتوریا نولاند، سخنگوی وزارت خارجه آمریکا گفت: «من تنها می‌توانم تأیید کنم که ما نامه‌ای را از آقای روراباکر دریافت کردیم و به آن جواب داده‌ایم.» دربارهٔ جوابی که به این سیاستمدار جمهوری‌خواه آمریکایی داده شده اما، خانم نولاند توضیحی نداد. او گفت: «نمی‌توانم وارد جزییات مکاتبه شوم.»
در ۱۰ ژوئن ۲۰۱۷ یک روز پس از حمله داعش به تهران، او در یک جلسه استماع کمیته روابط خارجی مجلس در خصوص جنبش مقاومت حزب‌الله لبنان او گفت «ما اخیراً شاهد حمله‌ای به ایران و حکومت ایران، ملاها، بوده‌ایم.» او گفت بر این باور است که نیروهای سنی مرتکب این حمله شده‌اند. او گفت «خوب نیست آمریکا از سنی‌هایی که به حزب‌الله و تهدید شیعهٔ ما حمله می‌کنند حمایت کند؟ این چیز خوبی نیست؟» او افزود شاید این استراتژی ترامپ برای حمایت از یک گروه علیه گروه دیگر باشد. او در پاسخ به یکی دیگر از اعضای پنل که به انجام حملات از سوی داعش و این که حمایت از چنین گروهی به نفع آمریکا نیست گفت این کار مثل حمایت از شخص وحشتناکی چون استالین در برابر هیتلر است و این ایدهٔ خوبی است که گروه‌های رادیکال مسلمان با هم بجنگند. این اظهارات مورد اعتراض نایاک قرار گرفت که به این اشاره کرد که شمار ایرانی آمریکایی‌ها در حوزهٔ انتخابیهٔ روراباکر نسبت به هر حوزهٔ دیگری بیشتر است.

### استفاده پزشکی از ماری جوآنا
او بر خلاف دیگر سیاستمداران حزب جمهوری‌خواه حامی استفاده پزشکی از ماری جوآنا به عنوان حق ایالت است.

### استقلال بوسنی و هرزگوین و کوزوو
روراباکر مخالف استفاده از نیروی زمینی آمریکایی در جنگ‌های یوگسلاو بود.
روراباکر وقایع بوسنی را نسل‌کشی دانست. او در ۱۹۹۵ شخصاً از سارایوو بازدید کرد و از نیروهای صرب انتقاد کرد و اقدامات شان را فقدانی برای همه بشریت و نه فقط مردم سارایوو خواند.
رهبر گروه لابی قومی آلبانیایی آمریکایی از او برای حمایت از ارتش آزادیبخش کوزوو تجلیل کرد و گفت: «او اولین عضو کنگره بود که بر استقلال کوزوو اصرار کرد. او از تسلیح این ارتش به دست آمریکا حمایت کرد و آن را با حمایت فرانسه از آمریکا در جریان جنگ انقلابی مقایسه کرد. اگر آمریکا در ۱۹۹۸ این تسلیح را انجام داده بود ما آنجایی که امروز هستیم نبودیم. مبارزان آزادی آزادی شان را تضمین کرده بودند و کوزوو مستقل بود».

### افغانستان

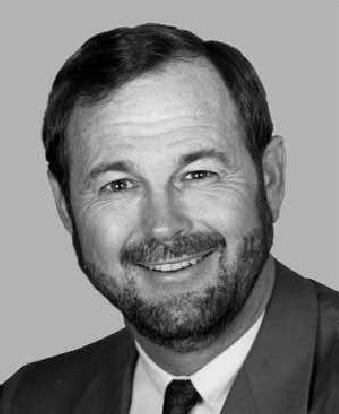
عکس قدیمی روراباکر در سال ۱۹۹۷

روراباکر دست کم از اواخر دهه ۱۹۸۰ که به همراه رزمندگان مجاهد که مصمم به مبارزه با جنگ شوروی در افغانستان بودند وارد افغانستان شد، به این کشور علاقه‌مند بوده‌است. آن طور که گزارش شده طی دو ماهی که روراباکر با این رزمندگان بود آن‌ها در نزدیکی شهر جلال‌آباد (افغانستان) با سربازان شوروی درگیر نبرد شدند.
روراباکر در دهه نود میلادی از طرفداران طالبان بود. وی در سال ۱۹۹۶ که بیشتر قسمت‌های افغانستان تحت کنترل طالبان بود، به آن کشور سفر کرد و پس از آن عنوان کرد که طالبان باعث ایجاد ثبات در افغانستان است و خطرات معطوف به ایالات متحده آمریکا را از بین می‌برد. وی همچنین گفته بود که طالبان قصد دارد که جامعه‌ای اخلاق محور و منظم ایجاد کند و اگر طالبان کنترل کل افغانستان را در اختیار بگیرید، پیشرفت مثبتی خواهد بود. وی گفته بود که طالبان دینداران سنت‌گرا هستند و آن‌ها تروریست و انقلابی نیستند و پوشش رسانه‌ای احساسی از نحوه اجرای قانون شریعت توسط طالبان، چرند است.
او در سال ۲۰۰۳ از قانون اساسی افغانستان در برابر انتقاد کسانی که آن را منجر به قدرت‌گیری جنگسالاران می‌دانستند دفاع کرد و گفت کسانی مثل دوستم و خان افرادی هستند که طالبان را شکست دادند و به ما کمک کردند پس از یازده سپتامبر کسانی را شکست دهیم که مردم خودشان را کشتار می‌کردند و من برای این ممنونم. من نمی‌توانم اینها را با الفاظ تحقیرآمیزی (مثل جنگسالار) برچسب بزنم مخصوصاً وقتی که طالبان هنوز در مرز است.
او از از آن زمان از حامیان بازگرداندن سربازان آمریکا از افغانستان بوده‌است. او با افزایش سربازان در افغانستان توسط اوباما مخالفت کرد و گفت «اگر قرار است طالبان شکست داده شود، باید مردم افغان خود این کار را انجام دهند نه این که سربازان آمریکایی بیشتری اعزام شوند که در واقع غیر سازنده خواهد بود.» او یکی از شش جمهوریخواهی بود که به متمم پیشنهادی جیم مک‌گورن برای تعیین برنامهٔ خروج از افغانستان رأی مثبت داد. روراباکر مخالف طرح اوباما برای کاهش تدریجی سربازان آمریکایی در افغانستان بوده و خواهان خروج کامل سربازان است. او مکرراً در کنگره ایالات متحده آمریکا و واشینگتن دربارهٔ فساد در افغانستان از جمله رسوایی کابل بانک که در آن میلیون‌ها دلار پول مالیات دهنده‌های آمریکایی به دست اعضای خانوادهٔ حامد کرزی از جمله برادرش محمود کرزی، احمد ولی کرزی و دیگران افتاد اعتراض کرده‌است. در مقابل نیز کرزای از ورود او در راس یک هیئت از نمایندگان مجلس آمریکا به خاک افغانستان جلوگیری کرد.

### جنگ دوم عراق
روراباکر به قطعنامهٔ استفاده از نیروی نظامی علیه عراق در سال ۲۰۰۲ رأی موافق داد، موضعی که بعدتر اعتراف کرد اشتباه بوده‌است.

### درخواست غرامت از عراق
وی در جریان یک سفر یک روزه به عراق در سال ۲۰۱۱، از دولت عراق درخواست کرد تا هزینه لشگرکشی آمریکا در سال ۲۰۰۳ به عراق و ادامه جنگ به مدت هشت سال در خاک عراق را دولت آمریکا پرداخت کند. سخنگوی دولت عراق بلافاصله اعلام کرد که حضور روراباکر در عراق خوشایند نیست و از وی خواست که خاک عراق را ترک کند.
همام باقر عبدالمجید حمودی، رئیس کمیته روابط خارجی مجلس نمایندگان عراق، درخواست روراباکر برای دریافت خسارت را احمقانه خواند و اعلام کرد که این ملت عراق هستند که می‌بایست از آمریکا درخواست خسارت کنند.

### محیط زیست
او باور ندارد که انسان‌ها و گاز کربنیک باعث گرم شدن زمین شده باشند.

### اوکراین
روراباکر از حق کریمه به منظور جدایی از اوکراین و پیوستن به روسیه در ۲۰۱۴ حمایت کرد. در ۶ مارس ۲۰۱۴، او یکی از ۲۳ عضو مجلس نمایندگان بود که به تضمین وام یک میلیارد دلاری به منظور حمایت از دولت جدید اوکراین رأی منفی داد. در ۱۱ مارس ۲۰۱۴، مجلس نمایندگان (با ۴۰۲ رأی موافق در برابر ۷ رأی مخالف) رأی به محکومیت روسیه به دلیل نقض حاکمیت ملی اوکراین داد، روراباکر رأی حاضر (ممتنع) داد. او در خصوص این مسئله اظهار داشت «گروه‌هایی از مردم خود را، به حق، تحت لوای دولتی متفاوت یا دولتی به انتخاب خود اعلام کرده‌اند، که این مسئله با انقلاب آمریکای خود ما آغاز شد.» او همچنین گفت «تحریم‌ها (علیه روسیه) اقدامی پلید و ریاکارانه است. این مسخره است: آنچه ما داشتیم با خشونت و اقدام نظامی به منظور حق تعیین سرنوشت کوزوویی‌ها می‌کردیم، بسیار مخربتر بود و از آنچه پوتین تلاش می‌کند انجام دهد تا تضمین شود مردم کریمه از آنچه به عنوان انتخاب سرنوشت خود با روسیه انجام خواهند داد محروم نشوند جان‌های بسیار بیشتری گرفته‌است.»

## رابطه با روسیه
در ۸ سپتامبر ۲۰۰۸ روراباکر در یکی از جلسات کمیته روابط خارجی مجلس نمایندگان استدلال کرد گرجی‌ها شروع‌کننده جنگ اوستیای جنوبی ۲۰۰۸ بوده‌اند.
در سال ۲۰۱۴، او از ایدهٔ پیوستن مجدد آلاسکا به روسیه در صورت خواست اکثریت رای‌دهندگان حمایت کرد.
به نوشتهٔ لوک اوبراین، گزارشگر پلیتیکو، روراباکر به خاطر دوستی بلندمدت خود با ولادیمیر پوتین و دفاعش از «دیدگاه روسی» شناخته شده‌است.
در مه ۲۰۱۷ روزنامه واشینگتن پست در گزارشی نوشت که به گفته رهبر اکثریت مجلس نمایندگان آمریکا، کوین مک‌کارتی، روراباکر و ترامپ از ولادیمیر پوتین پول دریافت کرده‌اند. این اظهارات ابتدا از سوی دفتر رئیس مجلس نمایندگان آمریکا پل رایان تکذیب شد، ولی پس از ارائه نوار صوتی ادعا شد که به شوخی بیان شده‌اند.
پس از پیروزی دونالد ترامپ در انتخابات ریاست جمهوری ۲۰۱۶، روراباکر از شیوهٔ خود برای ارتقای روابط روسیه و ایالات متحده آمریکا و همکاری در خصوص فرونشاندن بحران سوریه و دیگر مسایل استراتژیک و منطقه‌ای دفاع کرد. او معتقد است شکست دادن اسلام رادیکال و بازدارندگی چین اولویت ضروری تر است.

## زندگی شخصی
روراباکر در مه ۲۰۱۶ فاش کرد از یک پماد موضعی دارای ماری‌جوآنا استفاده می‌کند تا درد التهاب مفصل را که از آن رنج می‌برد التیام بخشیده، بتواند در شب بخوابد. این محصول تحت قانون ایالتی کالیفرنیا قانونیست ولی همچنان تحت قانون فدرال آمریکا غیرقانونیست.